# آوریل (فیلم ۱۹۶۱)
آوریل (گرجی: აპრილი) فیلمی در ژانر رمانتیک و درام به کارگردانی اوتار یوسلیانی است که در سال ۱۹۶۱ منتشر شد.